# Quaristice
Quaristice es el noveno álbum del grupo de música electrónica Autechre, lanzado por Warp en 2008.
El álbum estuvo disponible desde el 29 de enero de 2008 para ser descargado en MP3 y FLAC, a través del sitio bleep.com, y desde el 3 de marzo en formato físico, en CD y LP.
En una entrevista Booth dijo: «El verdadero producto es el archivo FLAC, aunque entiendo a aquellos que quieran adquirir algo que puedan tocar.»
El álbum también fue editado en versión doble limitada de 1000 copias, con versiones diferentes de 11 temas, la cual se agotó en 12 horas.

## Lista de canciones
| Quaristice |                 |          |  |
| N.º        | Título          | Duración |  |
| 1.         | «Altibzz»       | 2:52     |  |
| 2.         | «The Plc»       | 4:16     |  |
| 3.         | «IO»            | 3:08     |  |
| 4.         | «plyPhon»       | 2:33     |  |
| 5.         | «Perlence»      | 3:25     |  |
| 6.         | «SonDEremawe»   | 1:21     |  |
| 7.         | «Simmm»         | 5:00     |  |
| 8.         | «Parallel Suns» | 3:03     |  |
| 9.         | «Steels»        | 2:56     |  |
| 10.        | «Tankakern»     | 3:39     |  |
| 11.        | «rale»          | 3:42     |  |
| 12.        | «Fol3»          | 3:47     |  |
| 13.        | «fwzE»          | 2:38     |  |
| 14.        | «90101-5l-l»    | 3:11     |  |
| 15.        | «bnc Castl»     | 2:52     |  |
| 16.        | «Theswere»      | 2:12     |  |
| 17.        | «WNSN»          | 4:56     |  |
| 18.        | «chenc9»        | 4:57     |  |
| 19.        | «Notwo»         | 5:34     |  |
| 20.        | «Outh9X»        | 7:14     |  |